# Sergi Samper
Sergi Samper Montaña (sinh ngày 20 tháng 1 năm 1995) là một cầu thủ bóng đá chuyên nghiệp người Tây Ban Nha thi đấu ở vị trí tiền vệ phòng ngự cho câu lạc bộ Nhật Bản Vissel Kobe.

## Sự nghiệp cấp câu lạc bộ
Sinh ra ở thành phố Barcelona, Catalonia, Samper gia nhập FC Barcelona từ lò trẻ năm 2001, khi mới 6 tuổi. Ngày 9 tháng 5 năm 2013, anh ký hợp đồng chuyên nghiệp 4 năm với FC Barcelona.
10 tháng 7 năm 2013, Samper được đôn lên đội FC Barcelona B. On 17 August, he made his professional debut, in a 1–2 away defeat against CD Mirandés. A góp mặt trong 40 trận đấu trong mùa giải 20013–2014 ở giải đấu the campaign.
Ngày 17 tháng 9 năm 2014, Samper lần đầu ra mắt đội 1, ra sân trong trận thắng 1-0 trước APOEL FC, ở giải đấu UEFA Champions League.
Ngày 12 tháng 3 năm 2016,Samper vào sân thay cho Andrés Iniesta trong chiến thắng 6–0 trên sân nhà trước Getafe CF.
Tháng 7 năm 2016,Samper ký hợp đồng gia hạn đến năm 2019 và chính thức trở thành thành viên của đội 1,sát cánh cùng các siêu sao hàng đầu thế giới như Lionel Messi, Luis Suárez...

## Cuộc sống cá nhân
Anh trai Samper, Jordi, là 1 vđv quần vợt chuyên nghiệp.

## Thống kê sự nghiệp
Tính đến ngày 4 tháng 6 năm 2016
| Câu lạc bộ          | Mùa giải            | Giải đấu | Giải đấu  | Copa del Rey | Copa del Rey | Europe  | Europe    | Khác    | Khác      | Tổng cộng | Tổng cộng |
| Câu lạc bộ          | Mùa giải            | Số trận  | Bàn thắng | Số trận      | Bàn thắng    | Số trận | Bàn thắng | Số trận | Bàn thắng | Số trận   | Bàn thắng |
| ------------------- | ------------------- | -------- | --------- | ------------ | ------------ | ------- | --------- | ------- | --------- | --------- | --------- |
| Barcelona B         |                     |          |           |              |              |         |           |         |           |           |           |
| 2013–14             | 40                  | 0        | —         | —            | —            | —       | —         | —       | 40        | 0         |           |
| 2014–15             | 34                  | 0        | —         | —            | —            | —       | —         | —       | 34        | 0         |           |
| 2015–16             | 29                  | 0        | —         | —            | —            | —       | —         | —       | 29        | 0         |           |
| Tổng cộng           | 103                 | 0        | —         | —            | —            | —       | —         | —       | 103       | 0         |           |
| Barcelona           | 2014–15             | 0        | 0         | 3            | 0            | 1       | 0         | —       | —         | 4         | 0         |
| Barcelona           | 2015–16             | 1        | 0         | 3            | 0            | 2       | 0         | 1       | 0         | 7         | 0         |
| Barcelona           | Tổng cộng           | 1        | 0         | 6            | 0            | 3       | 0         | 1       | 0         | 11        | 0         |
| Tổng cộng sự nghiệp | Tổng cộng sự nghiệp | 104      | 0         | 6            | 0            | 3       | 0         | 1       | 0         | 114       | 0         |

1. 1 2  All appearances in UEFA Champions League
2. ↑  One appearance in FIFA Club World Cup

## Danh hiệu

#### Barcelona
- La Liga: 2015–16
- Copa del Rey: 2014–15, 2015–16
- UEFA Champions League: 2014–15
- UEFA Super Cup: 2015
- FIFA Club World Cup: 2015